# 森村誠一の人間解体
『森村誠一の人間解体』（もりむらせいいちのにんげんかいたい）は、1985年にテレビ朝日系「土曜ワイド劇場」で放送されたテレビドラマ。主演は烏丸せつこ。視聴率は19.8%。

## キャスト
- ミナガワ則子（社長秘書） - 烏丸せつこ
- ミナガワ知子（則子の双子の妹） - 烏丸せつこ
- キクチ義文（則子の婚約者・資産家） - 大和田獏
- 大滝リョウヘイ（知子の情夫） - 津川雅彦
- 西岡德馬、泉じゅん、志麻いづみ、加藤善博、江崎和代、麻茶れい、岸本功、小坂一也、坂井香月、坂井江奈美、中平哲仟、溝口拳、金井周平、若尾義昭、竜崎一郎、風見章子

## スタッフ
- 原作 - 森村誠一『人間解体』
- 脚本 - 播磨幸皃
- 監督 - 藤井克彦
- 音楽 - 鏑木創
- プロデューサー - 熊谷健、塙淳一
- 制作 - テレビ朝日、国際放映